# Automeris collateralis
Automeris collateralis é uma espécie de mariposa do gênero Automeris, da família Saturniidae.